# 潘迪 (昆迪納馬卡省)

潘迪是哥倫比亞的城鎮，位於該國中部，由昆迪納馬卡省負責管轄，距離首府波哥大103公里，始建於1793年，面積64平方公里，海拔高度1,172米，2005年人口5,350。
潘迪的原住民即苏塔加奥人，他们构成了在种族上与穆伊斯卡人有亲缘关系，穆伊斯卡人的前哨站是蒂瓦奎和帕斯卡。
4°11′N 74°29′W / 4.183°N 74.483°W